# 蔡居厚
蔡居厚（？—1125年），字宽夫。杭州人，一说莱州胶水（今山东平度）人，北宋政治人物。
御史蔡承禧之子。哲宗绍圣元年（1094年）进士。历官太常博士、史部员外郎。大观初年，升为右正言，上疏赞揚王安石变法：“神宗造立法度，旷古绝儗，虽符、祐之党力起相轧，而终不能摇者，出于人心理义之所在也。”，升迁為起居郎、右谏议大夫。政和八年（1118年）由鄆州卸任。宣和七年，由戶部侍郎改知青州，以病不赴任，回到金陵，不久以疽發于背，卒。

## 延伸阅读
[在维基数据编辑]
 《宋史/卷356》，出自脱脱《宋史》